# Scottellia kamerunensis
Espèce
Scottellia kamerunensis est une espèce de plantes à fleurs de la famille des Achariaceae. 

## Description
C'est un arbre qui pousse dans la forêt tropicale africaine dans la région allant de la Sierra Leone jusqu'à l’ouest du Cameroun et au Gabon. Le bois de cet arbre est de couleur jaune pâle mais il n'est pas durable et peut être attaqué par des insectes. 

## Utilisation
Le bois est utilisé au Gabon pour fabriquer de petits objets, tels que des cuillères, des louches, des peignes, etc. Les Yorubas du sud du Niger utilisent les cendres de l’arbre dans la fabrication du savon. L'écorce est utilisée au Congo (Brazzaville) pour soulager les maux d'estomac. La racine possède de fortes propriétés purgatives et diurétiques utilisées en Côte d'Ivoire pour traiter les œdèmes généraux. Les tiges sont utilisées dans la construction de cabanes. Le bois est également utilisé dans la fabrication de meubles, de panneaux d'intérieur, d’articles en bois et d’escaliers. 

## Liste des variétés
Selon Catalogue of Life (8 août 2017) :
- variété Scottellia klaineana var. mimfiensis